# Trận La Malmaison (1870)
Trận La Malmaison là một trận đánh trong cuộc Chiến tranh Pháp-Phổ, diễn ra vào ngày 21 tháng 10 năm 1870. Đây là cuộc phá vây quan trọng thứ ba của quân đội Pháp trong cuộc vây hãm Paris của quân đội Đức, nhưng là hoạt động quân sự đầu tiên chính thức được gọi là phá vây. Trong trận chiến quyết liệt này kéo dài vài tiếng đồng hồ này, trước sự hiện diện của nhà vua Wilhelm I, quân đội Phổ đã giành chiến thắng hoàn toàn trước cuộc phá vây của quân Pháp do tướng Auguste Ducrot, buộc quân Pháp phải rút chạy với không ít thiệt hại.
Bất chấp sự thất bại của các cuộc phá vây trước đó từ Paris đang bị bao vây, Auguste Ducrot đã cố gắng thực hiện một đợt phá vây khác, theo đó quân đội của ông ta – với 3 đội hình hàng dọc – sẽ tiến về hướng tây, qua núi Valerian giữa Rueil và Malmaison tới Buzenval. Cuộc tấn công của quân Pháp đã bắt đầu sau một cuộc pháo kích dữ dội từ núi Valerian và đội tàu sông Seine. Lực lượng tiên phong của các đội hình hàng dọc Pháp đã đánh tràn qua công viên Malmaison, chiếm giữ Buzenval và tiến đánh qua các khu rừng ở dốc phía đông hẻm núi Cucufa. Tuy nhiên, ở dốc phía tây Cucufa và trên đỉnh núi, cứ điểm chính của quân đội Phổ vẫn vững chãi đằng sau các chiến ngại vật của họ. Quân Phổ đã chống trả mạnh mẽ trước cuộc tiến công của đối phương, và, dưới sự quan sát của đích thân vua Wilhelm I, lực lượng Pháo binh Phổ đã gây thiệt hại nặng nề cho đội hậu quân của Pháp. Trước sức kháng trả của quân Phổ, ưu thế về quân số của Pháp bị vô hiệu hóa và sức mạnh tấn công của quân Pháp đã tan vỡ. Quân Pháp đã kiệt quệ, và cuối cùng lực lượng Pháo binh Phổ từ bờ phải sông Seine đã nã pháo vào địch thủ. Trận đánh đã kết thúc khi quân đội Pháp tiến hành triệt thoái về Neuilly và pháo đài núi Valerian.
Quân đội Đức đã thu giữ được 2 khẩu pháo của quân Pháp trong trận chiến La Malmaison. Cuối tháng 10 năm 1870, một cuộc phá vây khác của quân Pháp đã giành thắng lợi ban đầu nhưng cũng bị quân Đức bẻ gãy trong trận Le Bourget lần thứ nhất.